# Jaime Mesía Figueroa
Jaime (también Santiago) Mesía Figueroa (14 de julio de 1946) es un aristócrata español relacionado con diversos escándalos criminales en España a finales de la década de 1970 y principios de la siguiente.

## Biografía
Nació en 1946, hijo de José Mesía y Lesseps, VII duque de Tamames e Isabel de Figueroa. Por parte de su padre era nieto de José Messía y Gayoso, IV duque de Tamames; y María de la Asunción Rosalía Joaquina FitzJames-Stuart y Portocarrero-Palafox, I duquesa de Galisteo. Por su parte, su madre era hija del importante político Álvaro de Figueroa y Torres, conde de Romanones; y de su esposa, Casilda Alonso-Martínez y Martín.
A finales de la década de 1970 su nombre apareció ligado a algunos hechos delictivos. En 1985 se le relaciona con el atraco a la sucursal de Banesto en la Plaza de la Lealtad, acto delictivo que sería conocido como el superatraco.
El 25 de mayo de 1987 entró en prisión acusado de dos delitos de estafa, siendo puesto en libertad, sin fianza en noviembre de ese mismo año.
Un mes después de haber recobrado la libertad, en diciembre de 1987, huyó a Brasil para evitar su detención dentro del proceso de desaparición de Santiago Corella, alias "El Nani" por la que finalmente serían condenados tres policías nacionales españoles. Durante el proceso se consideró la posibilidad de que el cuerpo de El Nani hubiera sido enterrado en la finca Campo Alto, propiedad de Jaime Messía.
En 1987 concedió una entrevista que sería publicada en la revista Interviú, en la que se recogen unas declaraciones en que afirmaba saber donde estaba el cuerpo de El Nani.
Fue extraditado a España en diciembre de 1995, desde Miami en los Estados Unidos de América donde se encontraba. A su regreso a España fue procesado por su participación en el caso de la desaparición de El Nani, siendo absuelto.

A pesar de todo lo anterior, tal y como señala Iñaki Domínguez, nunca parece haber sido condenado judicialmente. Domínguez lo define como:
El pijo con mayor reputación de delincuente (aunque al parecer nunca ha sido condenado por las numerosas y graves fechorías de las que ha sido acusado). 
Desde 1981, por cesión de su hermano mayor; y hasta 2009 fue vizconde de Palacios de la Valduerna.

## En la cultura popular
Según el periodista Gonzalo Altozano, el director Eloy de la Iglesia se inspiró en él para el personaje conocido como El Marqués, interpretado por Quique San Francisco en la película Navajeros.
Sus posibles relaciones con el caso de la desaparición de Santiago Corella "El Nani" han sido analizadas en la docuserie Pacto de Silencio producida por RTVE en 2023.

### Individuales
1. ↑  Pérez Henares, Antonio (1992). Nobles y plebeyos. Ediciones Temas de Hoy. ISBN 978-84-7880-191-6. Consultado el 19 de junio de 2023.
2. ↑  «Jaime Mesía y Figueroa». Fundación Ducal Medinaceli.
3. 1 2  Domínguez, 2023, p. 27.
4. ↑  Domínguez, Iñaki (29 de mayo de 2022). «El marqués atracador: nieto del primer conde de Romanones, sus ansias de aventura y querencia a las amistades peligrosas le convirtieron en pieza habitual de los bajos fondos, relacionado con bandas organizadas y también la mafia policial.». El Mundo (periódico).
5. ↑  «Mesía entregó a los atracadores con del Banesto planos de la sucursal bancaria, según el sumario». El País. 3 de julio de 1986. ISSN 1134-6582. Consultado el 19 de junio de 2023.
6. ↑  Montandon, Alain (1990). Signe, texte, image (en francés). Césura Lyon éd. p. 161. ISBN 978-2-905709-44-8. Consultado el 19 de junio de 2023.
7. ↑  González, Javier (28 de octubre de 1970). «"Está en juego la vida de mi marido" afirma María Eugenia Martínez-Capriles. La esposa de Jaime Mesía podría comenzar una huelga de hambre». ABC (periódico) (Madrid). p. 70.
8. ↑  País, El (7 de noviembre de 1987). «Jaime Mesía Figueroa sale de prision tras decretar un juez de Barcelona su libertad sin fianza». El País. ISSN 1134-6582. Consultado el 19 de junio de 2023.
9. ↑  Echevarria, Juan José (16 de diciembre de 1987). «Jaime Messía huye de España dejando atrás dos procesamientos y su implicación en varios casos». El País. ISSN 1134-6582. Consultado el 19 de junio de 2023.
10. ↑  Ayllón Pino, Bruno (1 de enero de 2007). Las relaciones hispano-brasileñas. De la mutua irrelevancia a la asosiación estratégica (1945-2005). Universidad de Salamanca. p. 158. ISBN 978-84-7800-390-7. Consultado el 19 de junio de 2023.
11. ↑  Calero, Joel (11 de noviembre de 2018). «Treinta y cinco años de la desaparición de ‘El Nani’». elcierredigital.com. Consultado el 19 de junio de 2023.
12. ↑  Sebastián de Erice Alvárez-Mendizábal, Rocío (Diciembre de 2020). «4.1 Caso "El Nani"». Delitos contra la libertad de movimiento: especial mención al delito de secuestro ¿Se puede condenar a una persona por la muerte de otra sin haber encontrado el cuerpo? (fin de grado). CUNEF Universidad. p. 19.
13. ↑  Hernández, José Antonio (4 de enero de 1995). «Un juez reabre el caso de el El Nani tras la detención de Messía Figueroa». El País. ISSN 1134-6582. Consultado el 19 de junio de 2023.
14. ↑  Anuario internacional CIDOB .... Fundació CIDOB. 1997. Consultado el 19 de junio de 2023.
15. ↑  Domínguez, 2023, p. 26.
16. ↑  «Orden de 13 de octubre de 1981 por la que se manda expedir, sin perjuicio de tercero de mejor derecho, Real Carta de Sucesión en el título de Vizconde de los Palacios de la Valduerna, a favor de don Santiago Mesía Figueroa.». Boletín Oficial del Estado (256). 26 de octubre de 1981. pp. 25086-25087.
17. ↑  «Orden JUS/2096/2009, de 3 de julio, por la que se manda expedir, en trámite de ejecución de sentencia y sin perjuicio de tercero de mejor derecho, Real Carta de Sucesión en el título de Vizconde de los Palacios de la Valduerna, a favor de doña Silvia Casilda Mesia Medina.». Boletín Oficial del Estado (185). 1 de agosto de 2009. p. 65807.
18. ↑  Soler Salcedo, Juan Miguel (24 de abril de 2020). Nobleza Española. Grandezas Inmemoriales 2ª edición. Vision Libros. p. 76. ISBN 978-84-17755-62-1. Consultado el 19 de junio de 2023.
19. ↑  Domínguez, Iñaki (15 de junio de 2022). Macarras ibéricos: Una historia de España a través de sus leyendas callejeras. Ediciones AKAL. ISBN 978-84-460-5217-3. Consultado el 19 de junio de 2023.